# Öt Kenyér Egyesület
Az Öt Kenyér Egyesület 2003. június 10-én jött létre és 2008-ban szűnt meg. Eredetileg az Öt Kenyér Keresztény Közösség a Homoszexuálisokért hivatalos képviseletére; a közösség megszűnése óta pedig a magyarországi keresztény-meleg önszerveződéseket és az e témában való információgyűjtést és -átadást, az Öt Kenyér keresztény-meleg portál fenntartását és fejlesztését kívánja támogatni.
Létrejöttének és működésének alapja az a meggyőződés (amely a legtöbb keresztény egyházban kisebbségi véleménynek számít), hogy a homoszexuális emberek nem önként választották irányultságukat, legtöbbük számára nincs lehetőség ennek megváltoztatására, az egész életre szóló önmegtartóztatás képessége pedig eseti adomány, karizma, amelynek kötelezővé tétele ellentétben áll az Evangélium szellemével – ezáltal szexuális irányultságuknak a heteroszexuális normákkal analóg módon való megélése nem minősül alkalmi bűnnek vagy állandó bűnállapotnak, amely kizárná őket az üdvösségből.
Elődje, az Öt Kenyér Keresztény Közösség a Homoszexuálisokért 1996. augusztus 1-jén az alábbi célokkal jött létre:
„(…) elsősorban azoknak a melegeknek kíván támaszt nyújtani, akik keresztényként szeretnék megélni irányultságukat, megoldást keresve a felmerülő problémákra. Hosszabb távon szeretnénk eloszlatni a társadalom téves előítéleteit, amelyeket gyakran egyházi körökben is támogatnak. Részt kívánunk venni a melegek elleni ellenszenv, agresszió, illetve az azt pártoló nézetek leküzdésében, hogy könnyebbé váljon a vallási, identitásbeli vagy más gondokkal küszködő melegek sorsa. Végül, de nem utolsósorban megpróbálunk hiteles képet adni a nem hívő melegeknek (és másoknak) a krisztusi örömhírről.”

## Külső hivatkozások
- Öt Kenyér keresztény-meleg portál
- Keresztény-meleg.lap.hu